# NGC 6118
NGC 6118 (другие обозначения — UGC 10350, MCG 0-42-2, ZWG 24.8, KARA 736, IRAS16192-0210, PGC 57924) — спиральная галактика (Sc) в созвездии Змея.
Этот объект входит в число перечисленных в оригинальной редакции «Нового общего каталога».
В галактике вспыхнула сверхновая SN 2004dk типа Ib, её пиковая видимая звездная величина составила 17,6.